# Верховина (посёлок)
Верхови́на — посёлок в Ивано-Франковской области Украины. Административный центр Верховинского района и Верховинской поселковой общины.

## Географическое положение
Находится на высоте 620 метров над уровнем моря на реке Чёрный Черемош, в 150 км от Ивано-Франковска и 31 км от железнодорожной станции Ворохта.

## История

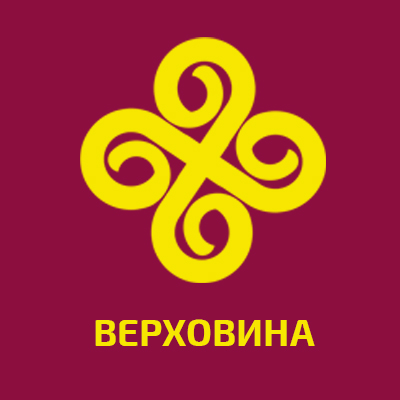
Новый логотип гуцульской столицы Верховины

Посёлок Верховина до 1962 года имел статус села и носил наименование Жабье. Первое письменное упоминание о селе Жабьем датируется 1424 годом, когда оно вместе с монастырём на реке Рыбница (нынешний город Косов) было передано литовским князем Свидригайлом в дар местному богачу Владу Драгосимовичу. Существует легенда, что первым поселенцем в долине Чёрного Черемоша был Жабка, от которого и получило название бывшее Жабье. По другой версии, здесь в заболоченной долине реки водилось много жаб, откуда и пошло название поселения.
В апреле 1920 года в Жабьем произошло крестьянское восстание, которое было подавлено польскими властями. С 1921 до 1939 года Верховина входила в состав Польши.
В 1772 году состоялся первый раздел Речи Посполитой между Россией, Пруссией и Австрией. В результате этого события на землях сегодняшнего Верховинского района было сформировано Королевство Галиции и Лодомерии, которое было включено в список владений Габсбургов.
В XVIII — начале XIX веков в Верховине (тогда селе Жабьем) всё более популярным становилось движение опрышков — «народных мстителей», сражающихся против феодально-крепостнического гнёта со стороны польской и украинской шляхты, молдавских феодалов, австрийских и венгерских помещиков. Материальное неравенство, национальные угнетения, усиленная эксплуатация населения горных районов побуждала и жителей села Жабьего вступать в отряды Олексы Довбуша, Пынти, Бойчука, Боювака. В первой половине XIX века в Жабьем и соседних сёлах действовали отряды опрышков во главе с М. Штолюком. Массовым явлением среди жителей горных районов стали веча — новая форма освободительного движения конца XIX века.
27 декабря 1962 года пгт Жабье был переименован в Верховину. Верховиной в Карпатах называют наиболее возвышенные участки местности. Такое название посёлка полностью оправдано. Даже нижняя его часть расположена на высоте 620 м над уровнем моря, а большая его часть, находящаяся преимущественно в горах — намного выше. Так, наиболее высокогорный просёлок Верховины расположен на высоком перевале на высоте 1250 м. Благодаря этому Верховина считается одним из самых высоких горных населённых пунктов Украины.
В январе 1989 года численность населения составляла 6343 человек. 
До 26 января 2024 года Верховина имела статус поселка городского типа. В этот день вступил в силу закон, который отменил этот статус, и Верховина стала сельским поселком.

## Достопримечательности
- Музей гуцульского быта, этнографии и музыкальных инструментов Романа Кумлика. Частный музей Романа Кумлика находится в его собственном доме и был организован в 2001 году. Материалы собирали на протяжении 30 лет — это предметы быта, старинная гуцульская одежда, орудия работы, денежные знаки разных времен и много другого, что дает представление о жизни гуцулов. Предметом особой гордости хозяина является коллекция музыкальных инструментов.
- Дом-музей истории создания фильма «Тени забытых предков». В этом доме полтора года жил и работал над фильмом Сергей Параджанов[4].

## Туризм

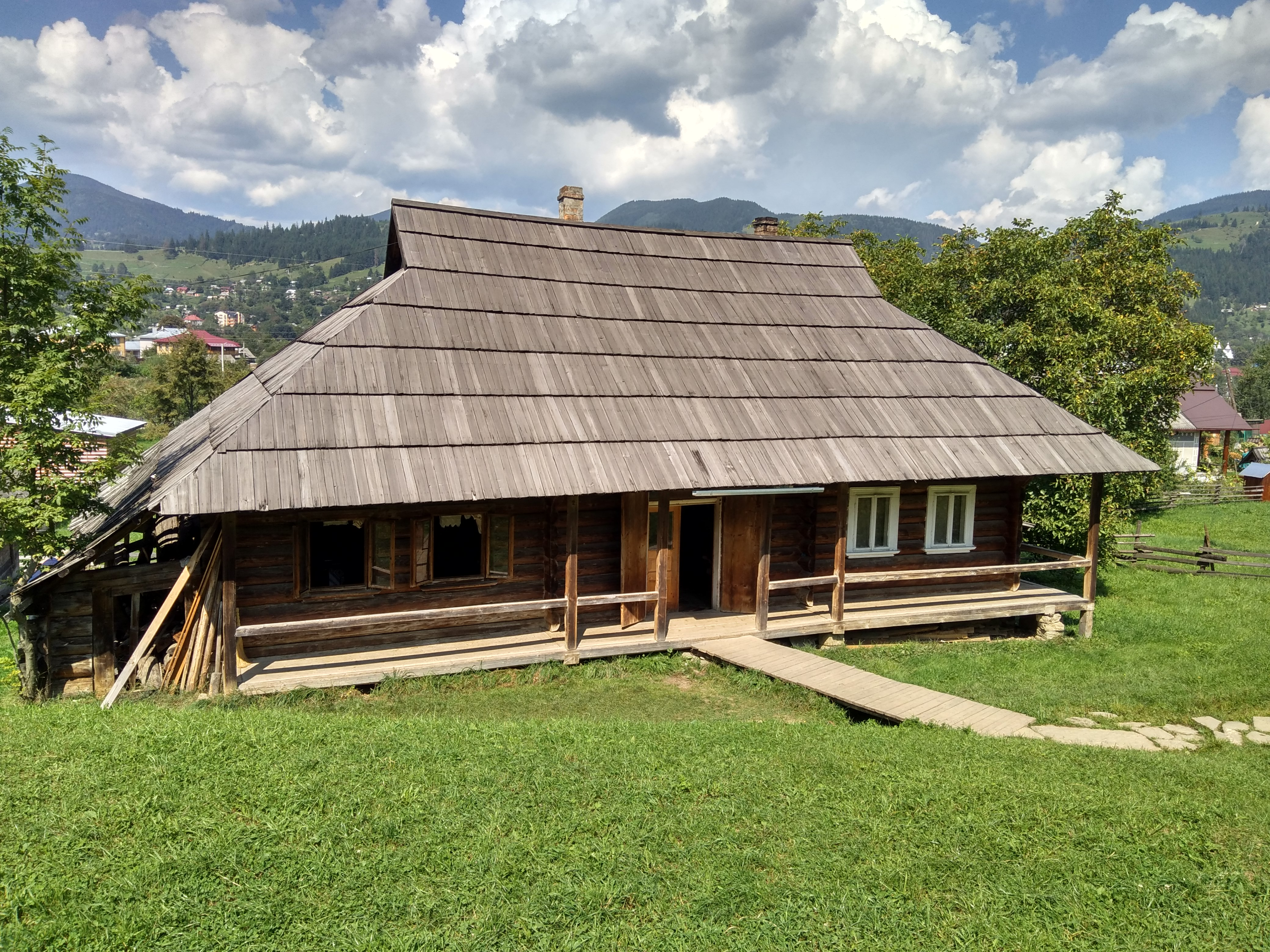
Дом-музей истории создания фильма «Тени забытых предков»

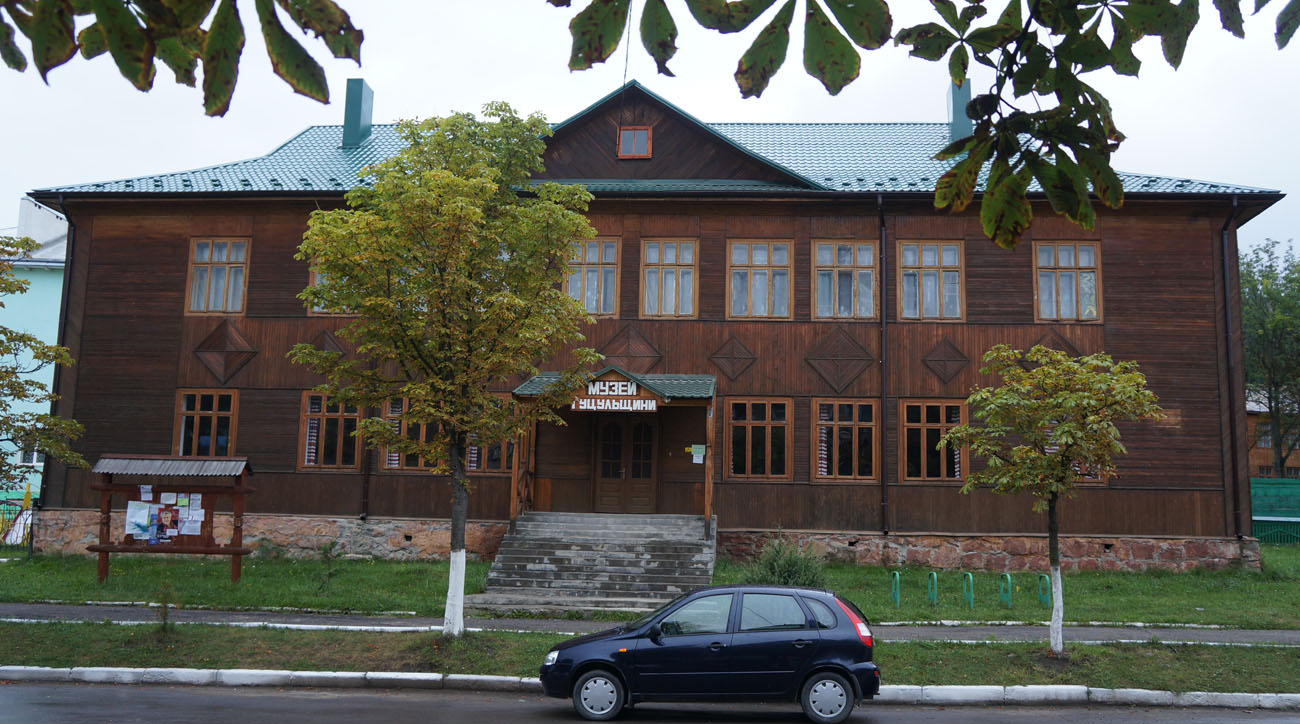
Музей Гуцульщины

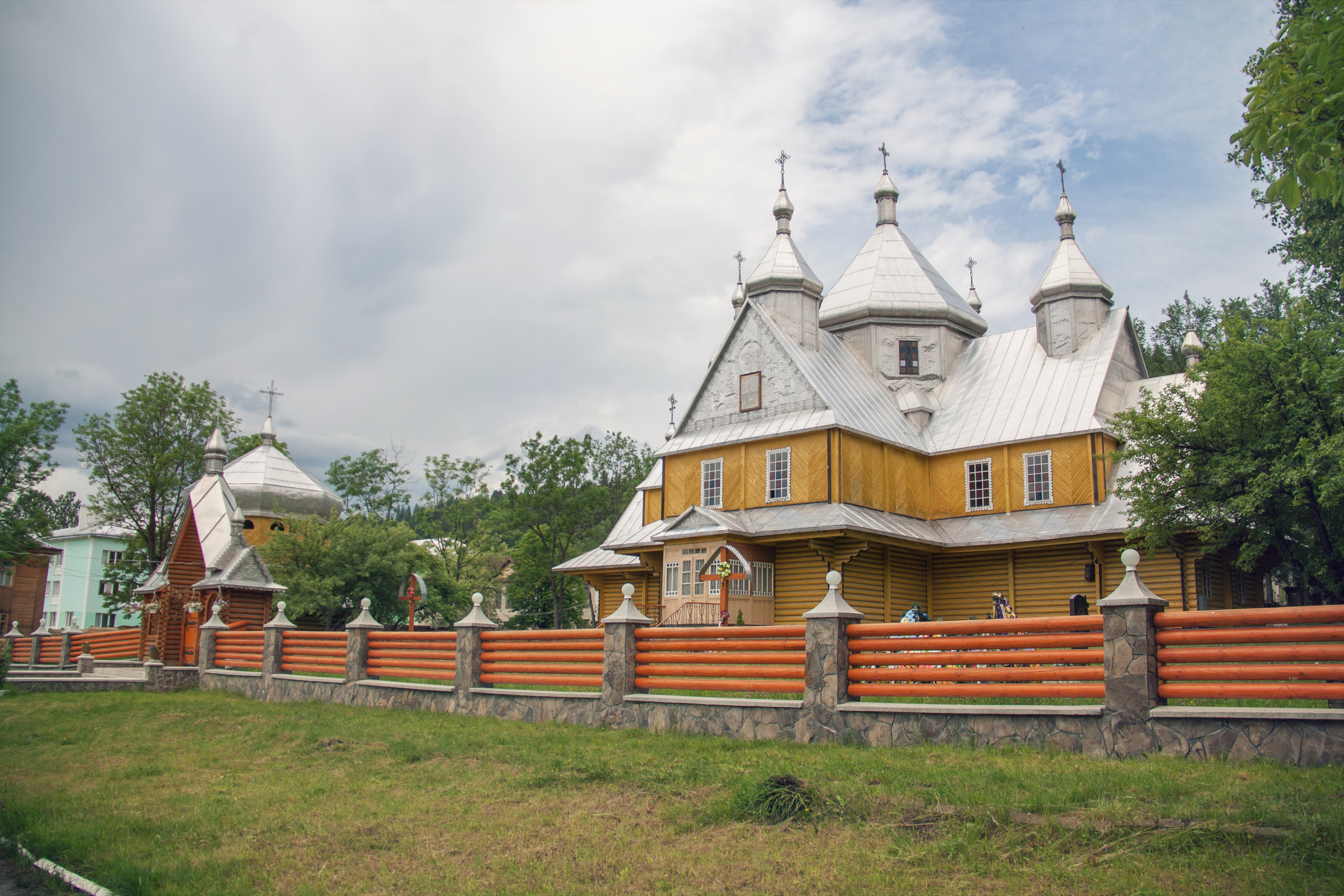
Церковь Успения Пресвятой Богородицы

В Верховине функционирует лагерь и школа рафтинга. Посетителям предлагается спуск на байдарках, каяках, подъём на вершины Карпатских гор, рыбалка и занятия скалолазанием.
Молодые люди до 18 лет имеют возможность отдохнуть в Детском Оздоровительном Комплексе «Верховина».

## Транспорт
Из местной автостанции курсируют автобусы в Ивано-Франковск и некоторые другие населённые пункты области, а также в Киев и Черновцы. Общественного транспорта в посёлке нет.